# Чичо кръстник
„Чичо кръстник“ е български игрален филм (мюзикъл) от 1988 година на режисьора Стефан Димитров, по сценарий на Васил Цонев. Оператор е Жоро Неделков. Музиката във филма е композирана от Петър Ступел, Юри Ступел.

## Сюжет
Един човек си спомня своето детство от края на 30-те години на 20 век. Чичо кръстник е любимец на децата – хитрец и комбинатор, изпълнен с доброта, душевна топлота и обич към тях. През цялото време той живее в света на илюзиите, строи фантастични планове за бързо забогатяване, разказва измислени героични истории, но в игралната зала, зад рулетката се прощава със своите надежди. По сюжет и атмосфера филмът е своеобразно продължение на мюзикъла „Баща ми бояджията“, създаден от същите автори през 1974 г.

## Актьорски състав
Роли във филма изпълняват актьорите:
- Стефан Мавродиев – Чичо кръстник
- Славян Габровски – Момчето
- Коста Цонев
- Катя Паскалева
- Гинка Станчева
- Джоко Росич
- Пламен Дончев – обущарят Димитър
- Мартина Вачкова
- Светослав Пеев
- Цветан Ватев
- Иван Несторов
- Добри Добрев
- Весела Радоева
- Димитър Георгиев
- Иван Йорданов
- Пейчо Пейчев
- Димитър Пейчев
- Крум Цолов
- Генчо Димитров
- Любен Груев
- Даниел Йончев
- Огнян Хаджийски
- Владимир Кръстев
- Любомир Борисов

и децата:
- Марян Опълченов
- Асен Захариев
- Петър Петров
- Елтимир Денев
- Светослав Естов